# Lakewood Louie
Lakewood Louie, eigentlich George Shaw, ist ein US-amerikanischer Pokerspieler. Er ist vierfacher Braceletgewinner der World Series of Poker.

## Pokerkarriere

### Werdegang
Lakewood Louie nahm im Jahr 1978 erstmals an der World Series of Poker in Binion’s Horseshoe in Las Vegas teil und gewann ein Turnier in der Variante Draw. Dabei setzte er sich gegen sechs andere Spieler durch, was ihm ein Bracelet sowie mehr als 20.000 US-Dollar Preisgeld einbrachte. Im Mai 1979 sicherte er sich an zwei aufeinanderfolgenden Tagen zwei weitere Bracelets. Im Main Event gewann er 1979 als erster Spieler der WSOP-Geschichte eine Hand mit einem Royal Flush. Auch bei der WSOP 1980 war Lakewood Louie bei einem Turnier erfolgreich und gewann sein viertes Bracelet. Über sein weiteres Leben ist nichts bekannt.

### Braceletübersicht
Lakewood Louie kam bei der WSOP viermal ins Geld und gewann vier Bracelets:
| Jahr | Buy-in (in $) | Turnier                | Teilnehmer | Preisgeld (in $) |
| ---- | ------------- | ---------------------- | ---------- | ---------------- |
| 1978 | 5000          | Limit Draw High        | 07         | 21.000           |
| 1979 | 1000          | Limit Ace to Five Draw | 37         | 22.200           |
| 1979 | 2000          | Limit Draw High        | 19         | 24.000           |
| 1980 | 1000          | Limit Razz             | 56         | 33.600           |